# Enema of the State (Demo)
Enema of the State (Demo) es una colección de demos nunca lanzados de la banda de pop-punk Blink-182 pertenecientes al álbum Enema of the State. La elaboración de estos demos fue justo después de la incorporación de Travis Barker reemplazando al antiguo baterista Scott Raynor en 1998. Todas las canciones (a excepción de «Man Overboard» y «Life's So Boring») fueron regrabadas y lanzadas para el álbum homónimo en 1999.
Esta demo es muy poco conocida debido a que nunca fue lanzada al público, fue filtrada desde el casete original y publicada por internet. Debido a que fue extraída directamente de la cinta, la calidad de reproducción es muy pobre y con varios problemas de velocidad en la reproducción.

## Lista de canciones
1. «Aliens Exis»t 3:16
2. «Anthem» 4:03
3. «What's My Age Again?» 2:20
4. «Dumpweed» 2:12
5. «The Party Song» 2:17
6. «Dysentery Gary» 2:42
7. «Man Overboard»* 3:32
8. «Life's So Boring»** 3:23
9. «Wendy Clear» 2:56

- "*": La canción no fue lanzada hasta The Mark, Tom, and Travis Show (The Enema Strikes Back)
- "**": Instrumental, inédita.

## Créditos
- Tom DeLonge - guitarra y cantante
- Mark Hoppus - bajo y cantante
- Travis Barker - batería

- Datos: Q30918912